# Kirche Norkitten

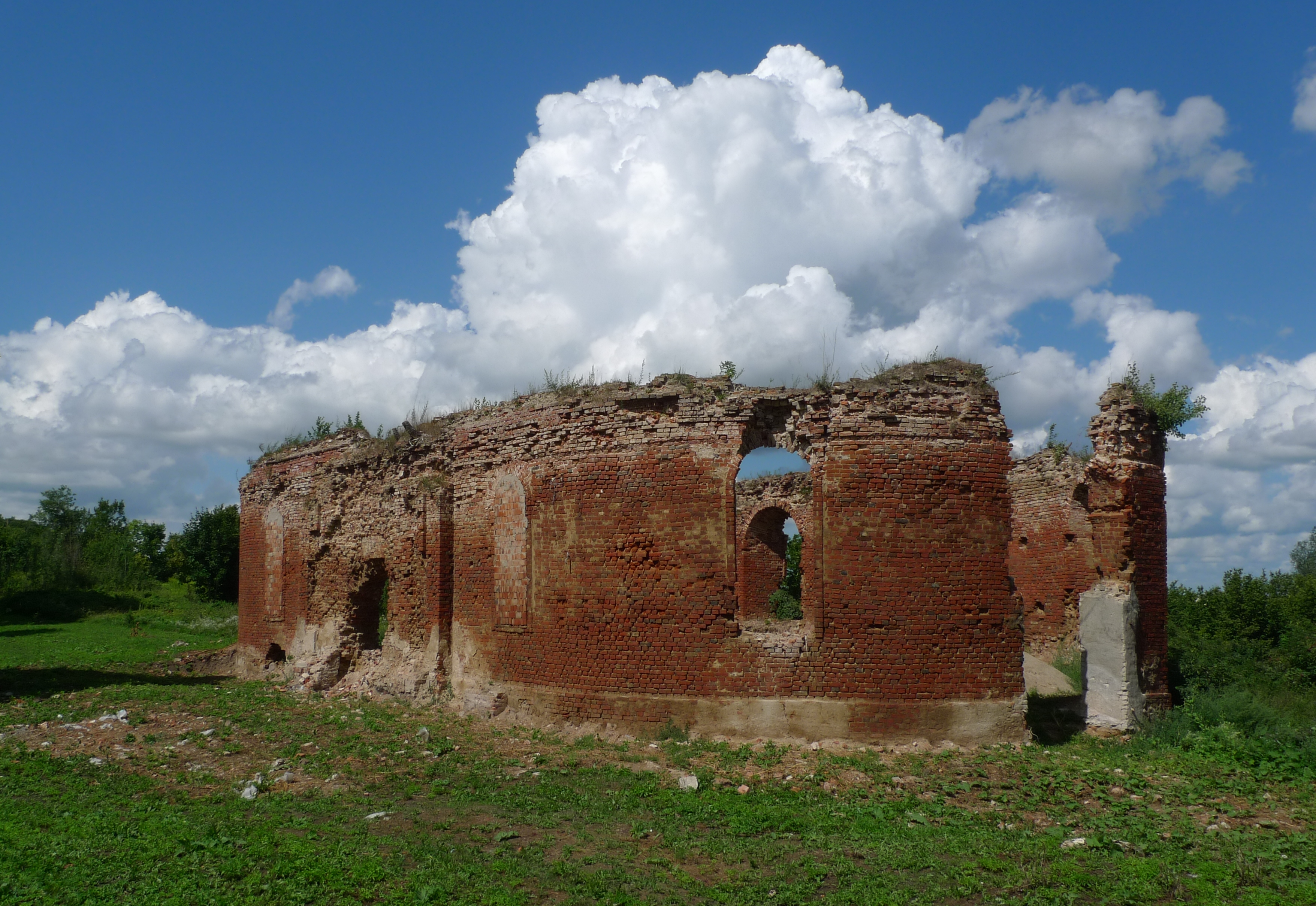
Ruine der Norkittener Kirche

Die Kirche Norkitten (russisch Кирха Норкиттена) war ein länglich-ovaler Backsteinbau aus dem beginnenden 18. Jahrhundert und bis 1945 evangelisches Gotteshaus des jetzt Meschduretschje genannten Ortes im ehemaligen Ostpreußen. Heute sind von der Kirche nur noch Ruinenreste vorhanden.

## Geographische Lage
Das heutige Meschduretschje liegt zwischen Snamensk (Wehlau) und Tschernjachowsk (Insterburg) an der russischen Fernstraße A 229 (ehemalige deutsche Reichsstraße 1, heute auch Europastraße 28) und gehört zur Swobodnenskoje selskoje posselenije (Landgemeinde Swoboda (Jänischken, 1938–1946 Jänichen)) im Rajon Tschernjachowsk (Kreis Insterburg) in der Oblast Kaliningrad (Gebiet Königsberg (Preußen)). Der Ort ist Bahnstation an der Bahnstrecke Kaliningrad–Nesterow (Königsberg–Stallupönen/Ebenrode), einem Teilstück der einstigen Preußischen Ostbahn. Der Standort der Kirche ist mitten im Ort.

## Kirchengebäude
Norkitten erhielt bald nach Einführung der Reformation eine evangelische Kirche. Bereits 1540 ist hier ein lutherischer Geistlicher im Amt. Eine später aufgesetzte Wetterfahne war auf das Jahr 1609 datiert. Im Jahre 1730 stürzte bei einem Starkgewitter der Turm auf das Kirchenschiff und zerstörte das Gebäude.
Es war Fürst Leopold Maximilian von Anhalt-Dessau (Sohn des „alten Dessauers“ Fürst Leopold von Anhalt-Dessau), der in den Jahren 1731 bis 1733 in Norkitten eine neue Kirche errichten ließ. Nach dem Vorbild der Georgenkirche im anhaltischen Dessau entstand ein verputzter ellipsenförmiger Bau aus Backsteinen, der bereits 1746 gründlich restauriert werden musste. Der Kirchturm wurde während des Siebenjährigen Krieges zerstört und 1761 ganz abgerissen. Er fand Ersatz in einem abseits stehenden Fachwerkglockenstuhl.
Der Innenraum der Kirche war sehr schlicht gehalten mit zwei halbkreisförmig angebrachten Emporen. Altar und Kanzel aus der Zeit um 1760 bildeten ein Ganzes. Der Taufstein und die Orgel waren neueren Datums. Im Glockenstuhl läuteten zwei Kirchenglocken.
Die Kirche wurde im Zweiten Weltkrieg stark beschädigt und blieb danach ihrem Schicksal überlassen. Ihr heutiger Zustand ist desolat. In verwilderter Umgebung stehen heute nur noch Teile der Außenmauern, Dachgebälk gab es noch vor 1997.

## Kirchengemeinde
Eine Kirchengemeinde gab es in Norkitten seit der Reformation. Das Kirchenpatronat war adlig und oblag den Fürsten von Anhalt-Dessau bzw. Anhalt (zuletzt bis 1945 Joachim Ernst von Anhalt) als Besitzer der Güter Norkitten, Schloßberg (heute russisch: Botschagi) und Paradeningken (1938 bis 1946: Paradefeld, heute russisch: Trjochdworka).
Das weitflächige Kirchspiel umfasste 24 Orte, in denen 1925 insgesamt 4.200 Gemeindeglieder lebten. Es war Teil des Kirchenkreises Insterburg in der Kirchenprovinz Ostpreußen der Kirche der Altpreußischen Union.
Aufgrund von Flucht und Vertreibung der einheimischen Bevölkerung sowie der restriktiven Religionspolitik der Sowjetunion brach nach 1945 das kirchliche Leben in Norkitten ab. 
Erst in den 1990er Jahren bildete sich in Meschduretschje wieder eine evangelisch-lutherische Gemeinde. Sie ist Filialgemeinde der Kirchenregion Tschernjachowsk in der Propstei Kaliningrad der Evangelisch-lutherischen Kirche Europäisches Russland.

### Kirchspielorte
Zum Kirchspiel der Kirche Norkitten gehörten 24 Orte (* = Schulorte):
| Name             | Änderungsname 1938 bis 1946 | Russischer Name |  | Name          | Änderungsname 1938 bis 1946 | Russischer Name |
| ---------------- | --------------------------- | --------------- |  | ------------- | --------------------------- | --------------- |
| Burkdorfshöhe    |                             |                 |  | Schloßberg    |                             | Botschagi       |
| Daupelken        |                             | Iswilino        |  | Schönfeld     |                             |                 |
| *Groß Bubainen   | seit 1928: Waldhausen       | Bereschkowskoje |  | Schwägerau    |                             | Saowraschnoje   |
| *Groß Jägersdorf |                             | Motornoje       |  | *Stutterei    |                             | Winogradnoje    |
| Hopfenau         |                             |                 |  | Szaluppchen   |                             |                 |
| Kosacken         |                             | Kosakowo        |  | *Uderballen   | Otterwangen                 | Iswilino        |
| Kutkehmen        | seit 1928: Pregelau         | Uschakowo       |  | Uszbundszen   | seit 1928: Eichenstein      | Woronowo        |
| Mangarben        |                             | Priwalowo       |  | Waldhausen    |                             | Pastuchowo      |
| Metschullen      | Lehwald                     | Motornoje       |  | Wenskowethen  |                             |                 |
| Milchbude        |                             |                 |  | *Wiepeningken | seit 1928: Staatshausen     | Podgornoje      |
| *Norkitten       |                             | Meschduretschje |  | *Worpillen    |                             | Woronowo        |
| Paradeningken    | Paradefeld                  | Trjochdworka    |  | Woynothen     | Kleinnorkitten              | Schljusnoje     |

### Pfarrer
An der Kirche Norkitten amtierten von der Reformation bis 1945 insgesamt 20 evangelische Geistliche:
- NN., ab 1540
- Laurentius Willenberg, 1547
- Ambrosius Dryskiss, 1550–1552
- Hader Pfaff, ab 1551
- Hieronymus Beitner, 1554–1564
- Valentin Pusch, 1577–1583
- Ambrosius Krause, bis 1617
- Johann Weigand Günthersdorf, 1618–1660
- Christian Walther d. Ä., 1649–1679
- Johann Richovius, 1681–1695
- Friedrich Christoph Rabe, 1695–1720
- Christian Melchior Rhode, 1720–1755
- Carl Friedrich Jordan, 1755–1803
- Friedrich Wilhelm Jordan, 1797–1845
- Julius Adolf Teschner, 1844–1867[11]
- Johann Eduard Siebert, 1867–1890
- Wilhelm John, 1890–1928
- Franz Birken, 1928–1934
- Friedrich Mickwitz, 1935–1938
- Guido Brutzer, 1937–1945